# Gustav Johannes Lind
Gustav Johannes Lind (født 20. december 1886 på gården Mejersminde, Bramdrup sogn ved Kolding, død 20. juni 1984) var en dansk tandlæge som havde praksis i Amsterdam 1911-1944. Gustav Lind opbyggede fra 1935 sammen med hustruen Helene en æbleplantage på Trappergården ved Kolding, som han i 1972 afstod til Kolding Kommune og det lagde grunden for kunstmuseet Trapholt.
 Der er for få eller ingen kildehenvisninger i denne artikel, hvilket er et problem. Du kan hjælpe ved at angive troværdige kilder til de påstande, som fremføres i artiklen.